# Des gens bien ordinaires
Des gens bien ordinaires é uma série de televisão francesa escrita e dirigida por Ovidie Raziel. Trata-se de uma adaptação do curta-metragem A Very Ordinary Day, também escrito por Ovidie. A série, disponível na plataforma Canal+ e lançada em 2022, conta com oito episódios de 14 minutos cada. O ator Jérémy Gillet desempenha o papel principal.

## Enredo
Des gens bien ordinaires conta, através de oito episódios, a história de Romain, interpretado pelo ator Jérémy Gillet, estudante de sociologia. Preso em um relacionamento romântico tóxico com uma mulher que tem controle sobre sua vida, o jovem busca uma saída para sua vida através de sets de filmes pornográficos.

## Elenco
- Jérémy Gillet como Buck Love / Romain[4]
- Sophie-Marie Larrouy como Andrée
- Raïka Hazanavicius como Isaure
- Pablo Cobo como Dylan
- Arthur Dupont como Roméo
- Agathe Bonitzer como Linda
- Andréa Bescond como Valéry
- Fadily Camara como Céline
- Romane Bohringer como Dominique
- Mathieu Lescop como Claude
- Anne Benoît como Josette Rigaud
- Sophie-Marie Larrouy como Andrée
- Raïka Hazanavicius como Isaure
- Pablo Cobo como Dylan
- Arthur Dupont como Roméo